# Tetraneura africana
Tetraneura africana är en insektsart. Tetraneura africana ingår i släktet Tetraneura och familjen långrörsbladlöss. Inga underarter finns listade i Catalogue of Life.